# مبدأ شرعية الجرائم والعقوبات
مبدأ شرعية الجرائم والعقوبات أحد أهم فروع مبدأ الشرعية والأساس الذي يبنى عليه ثنائية التجريم والعقاب. ويتطلب عدم معاقبة الشخص لفعله ما لا يحظر ذاك الفعل من قبل القانون. يتم قبول هذا المبدأ وتدوينه في الدول الديمقراطية الحديثة كشرط أساسي وفي إطار سيادة القانون. فيما اعتبر بأنه «واحد من أكثر الأحكام التي يتم العمل بها على نطاق واسع في تاريخ الفكر الإنساني بأكمله».